# Стрельбицкий, Иван Иванович
Ива́н Ива́нович Стрельби́цкий (1860 — 1914) — русский офицер, разведчик, путешественник. Генерал-майор (1911).

## Биография
Происходил из древнего дворянского рода Стрельби́цких.
Окончил 2-ю Санкт-Петербургскую военную гимназию, затем Николаевское кавалерийское училище по 1-му разряду и Николаевскую академию Генерального штаба по 2-му разряду. С 1880 года служил в лейб-гвардии Кирасирском Его Величества полку.
Служба: помощник начальника строевого отделения штаба Закаспийской области (29 октября 1886 г. — 4 декабря 1889 г.), командир эскадрона в 43-м драгунском Тверском полку. С 1892 года — штаб-офицер при управлении 2-й Восточно-Сибирской стрелковой бригады.
Затем был прикомандирован к Главному штабу «для особых занятий» (21 сентября 1891 г. — 26 января 1896 г.). Занимался организацией приграничной разведки в целях усовершенствования обороны Приамурского военного округа.
В 1895—1896 гг. Стрельбицкий во главе специальной экспедиции прошёл путь из маньчжурского города Хуньчуня по долине реки Туманган к её истокам в районе вулкана Пэктусан. Далее планировалось выйти прямым путём через верховья реки Сунгари в Мукден. Это был совершенно не исследованный прежде маршрут, и к тому же небезопасный из-за возможности нападения больших отрядов хунхузов.
Путешествие растянулось на 7 месяцев. Осуществить в полном объёме замысел экспедиции не удалось. Достигнув водораздела рек Туманган и Амнокган, Стрельбицкий кружным путём направился через корейские города Капсан, Чянгчжин и Канге к среднему течению Амнокгана, перейдя здесь через реку на мукденскую дорогу.
Встреча с хунхузами так и не состоялась, хотя на полпути к Пектусану экспедиция наткнулась на свежие следы их становища. Впоследствии Стрельбицкий писал: «Как потом оказалось из расспросов туземцев, о нашем движении им уже дано было знать из Тянпэ теми пособниками китайцами, которые у них имеются повсюду, причём до них дошли слухи и о нашем грозном вооружении и внушительной численности, так что хунхузы предпочли сойти с дороги и откочевать в глубь леса, хотя, кажется, на этих переходах за нами всё-таки следили».
Научные результаты путешествия были весьма значительными. Стрельбицким была произведена первая съёмка реки Туманган от города Кёнгхын до её истоков. Он первым из европейцев посетил и исследовал вулкан Пэктусан и расположенное в его кратере озеро; установил истоки реки Туманган, составляющейся постепенно из маленьких ручейков у восточного подножия Пэктусана.
Косвенным результатом экспедиции было назначение Стрельбицкого русским военным агентом в Корее (27 января 1896 г. — 28 августа 1902 г.). В марте 1896 года он был произведён в полковники.
В 1901 г. Стрельбицкий предлагал организовать сеть осведомителей в Корее из заранее завербованных им европейцев, но Главный штаб отклонил проект, поскольку он требовал значительных расходов на вознаграждение агентам.
Позднее Стрельбицкий находился «в распоряжении начальника Главного штаба» (26 августа 1902 г. — 27 июня 1906 г.).
Был постоянным членом Военно-исторической комиссии Генерального штаба по описанию Русско-турецкой войны 1877—1878 гг. (18 декабря 1907 г. — 13 ноября 1910 г.).
Генерального штаба генерал-майор с 1911 г. В 1912 году вышел в отставку.
Имел ряд наград, в том числе орден Святого Станислава 3-й степени.